# Kim Si-seup
Kim Si-seup (* 1435 [Sejong 17] in Seoul; † 1493 [Sŏngjong 24]) war ein Dichter und Gelehrter der Chosŏnzeit, der den Künstlername Maewoldang (kor. 매월당, Hanja 梅月堂) nutzte.

## Leben
Kim Si-seup wurde in Seoul geboren und stammte vom Kim-Clan aus Kangnŭng ab. Ab dem dritten Lebensjahr erhielt er Schreibunterricht von seinem Großvater mütterlicherseits und schrieb bereits chinesische Gedichte. Sein Ruf als Genie drang bis zum Hofe König Sejongs, der ihn dazu ermunterte weiterhin fleißig zu lernen und ihm eine Karriere am Hof versprach.
Im Alter von 15 Jahren starb seine Mutter. Danach lebte er zunächst bei seiner Tante, die jedoch kurze Zeit später ebenfalls verstarb, woraufhin er zu seinem Vater zog. Dieser war inzwischen schwer erkrankt. Nachdem er die staatliche Beamtenprüfung (kwagŏ) nicht bestanden hatte, zog er sich in den Chunghŭng-Tempel in der Nähe von Seoul zurück.
Politische Unruhen aufgrund der Herrschernachfolge sollten Kim Si-seups zukünftiges Leben stark beeinflussen. 1455 gelang es dem zweitältesten Sohn König Sejongs, Prinz Suyang (der spätere König Sejo), den rechtmäßigen Nachfolger Tanjong abzusetzen und selbst den Thron zu besteigen. Sechs Minister, die bei dem Versuch Danjongs Herrschaft wiederherzustellen, scheiterten, wurden wie viele andere Mitverschwörer mit dem Tode bestraft und Tanjong selbst wurde ermordet. Kim Si-seup, der Prinz Suyang ebenfalls nicht als neuen König anerkannte, wurde aus Protest heraus Mönch und begab sich auf Wanderschaft.
Während dieser Zeit entstanden rund 2200 Gedichte. 1465 ließ er sich am Südberg (namsan) in Kyŏngju nieder und schrieb dort die Prosasammlung Neue Geschichten vom Goldschildkrötenberg (금오신화,金鰲新話), die den Beginn der koreanischen Prosaliteratur markiert, jedoch noch in klassischem Chinesisch verfasst worden war. Nach Fertigstellung dieses Werkes lebte er eine Zeitlang in Seoul, bevor er sich erneut auf Wanderschaft begab.
1493 starb er im Muryang Tempel in der Provinz Süd-Ch'ungch'ŏng.